# Петр Люксембургский
Пётр Люксембургский, или Пьер де Люксембург (фр. Pierre de Luxembourg; 20 июля 1369, Линьи-ан-Барруа — 2 июля 1387, Вильнёв-лез-Авиньон) — епископ Меца в 1384—1387 годах, кардинал с 1384 или 1386 года, блаженный Римско-Католической Церкви (беатифицирован в 1527 году), патрон Авиньона, Прованса, Шатонёф-дю-Пап, Меца, Вердена и Люксембурга, аскет.

## Биография
Пётр Люксембургский родился 20 июля 1369 года в столице графства Линьи, входящем во Французское Королевство, городке Линьи-ан-Барруа, в семье графа Линьи и Сен-Поль Ги де Люксембурга-Линьи (1340-1371) и Маго Шатильон де Сен-Поль (1335-1378), графини Сен-Поль. Род Люксембург-Линьи являлся младшей, французской, ветвью знаменитого в Священной Римской империи и Европе графского, а с 1354 года—и герцогского рода Люксембургов, представители которого с 1346 по 1400 год и с 1410 по 1437 год являлись германскими императорами. Петр являлся вторым сыном в семье.
23 августа 1371 года отец Петра граф Ги, поддержавший своего родственника герцога Венцеля I Люксембургского против герцогов Юлиха и Гелдерна, оставленный раненым на поле после битвы при Бесвайлере, произошедшей 22 августа, был убит мародёрами.
2-летнего Петра взяла на воспитание его тетя, сестра матери Жанна Шатильон, графиня де Ори. Ребенок с самого раннего возраста был чрезвычайно набожен и вел замкнутый и созерцательный образ жизни, чураясь игр и общения со сверстниками. Он решил посвятить свою жизнь Богу и служению нуждающимся, отказавшись от светской карьеры, чем заслужил недовольство графини Жанны и своих знатных родственников, которые пытались привить Петру ценности феодального рыцарства. Однако непреклонная стойкость мальчика и его необычайная аскетическая жизнь в конце концов возымели действие, и графиня сдалась. Уже в то время окружение Петра, видя образ его жизни, называло его святым.
В конце 1377 году Пьер начал школьные занятия в Париже, где обучался философии и теологии под руководством Никола Орема и Пьера д'Айи. Там же он встречался с Филиппом де Мезьером.
В 1379 году, по завершении занятий в Сорбонне, Петр был назначен каноником кафедрального капитула собора Парижской Богоматери и архидиаконом Шартрской церкви.
По словам бельгийского биографа:

Слава его рода, блеск его добродетели, рано возмужавший разум, который уже заменял ему авторитет возраста, заставлял выслушивать его советы во время университетских неурядиц…— Émile Van Arenbergh. Luxembourg (le bienhereux Pierre de) // Biographie nationale de Belgique. T. XII, col. 621
Тем временем старший брат Петра, граф Линьи и Сен-Поля Валеран III служил королю Франции Карлу V и попал в плен к англичанам. В 1380 году Петра отправляют заложником в Кале, принадлежавший тогда Англии, чтобы Валеран мог вернуться во Францию, не дожидаясь уплаты выкупа. В плену мальчик пробыл несколько месяцев.
В 1381 году он стал каноником в Камбре, в 1382 году — архидиаконом в Брюсселе и Дрё. Богатые пребенды позволили поправить благосостояние семьи, подорванное необходимостью уплаты крупного выкупа за Валерана.
Имея склонность к аскетизму, Пьер раздал значительные суммы в качестве милостыни, и отказался от бенефициев в пользу своего брата Андре.
10 февраля 1384 года антипапа Климент VII, власть которого признавала Франция, часть германских земель, Кастилия, Арагон, Наварра и Шотландия, назначил 14-летнего Петра епископом Меца. Папа Римский Урбан VI, поддерживаемый императором Священной Римской империи Вацлавом, в противовес Петру поставил свою креатуру на мецскую кафедру—Тилемана де Буссе. Валеран с войском выбивает сторонников Урбана из Меца, и Петр въезжает в городе на ослике в знак смирения и осознания недостойности занимать епископскую кафедру. 15 апреля того же года Петр при поддержке короля Франции Карла VI и герцога Жана Беррийского получает титул кардинала-диакона с титулом Сан-Джорджо-ин-Велабро, рукоположен в соборе Нотр-Дам-де-Пари, в котором был каноником. В Меце новый епископ проживает необычайно скромно, делясь последним с бедными и больными.
2 года продолжаются кровавые столкновения в Меце, Було и Тионвилле между сторонниками Петра и Тилемана, в результате в 1386 году епископ Петр, чтобы прекратить распрю, уезжает в Париж, стараясь избежать общественной жизни и всецело посвятить себя Богу.

Кардинальский герб Петра Люксембургского, представляющий собой родовой герб Люксембургов -- двухвостого красного льва с золотым языком в золотой герцогской короне, стоящего на задних лапах

Видя популярность молодого епископа среди верующих и желая заручиться поддержкой влиятельных Люксембургов в борьбе с Урбаном VI, засевшим в Риме, Климент VII призывает Петра в Авиньон, куда тот прибыл 4 июня 1386 года, и в ноябре 1386 года назначает 17-летнего юношу кардиналом и вводит в состав папской курии.
Петр стремился преодолеть Великую Схизму, для чего налагал на себя посты, епитимьи, проводил молитвенные всенощные бдения. Здоровье кардинала ухудшилось, и Климент VII лично просил его возобновить приём пищи. Антипапа снял с Петра всю общественную нагрузку и отправил его восстанавливаться в городок Вильнёв, что находится по другую сторону Роны от Авиньона. Там Петр занимался благотворительностью и помогал больным и нищим, так что вскоре остался жить в пустой комнатке, так как вся мебель и утварь была распродана для этой цели, даже своё епископское кольцо он продал. И хотя Климент VII следил за питанием Петра, и приём пищи теперь стал регулярен и полноценен, здоровье молодого кардинала было подорвано. 2 июля 1387 года Петр Люксембургский умер от туберкулёза.

## Беатификация
Необычайно скромная и набожная для высшего церковного иерарха XIV века жизнь, юный возраст и истовая вера, почитание Девы Марии и Страстей Христовых—всё это вызвало чрезвычайную популярность Петра Люксембургского в народе ещё при его жизни. Рассказывали, что во время пастырского визита в Шатонёф-дю-пап сам Христос Терпящий с кровавыми ранами явился Петру, чтобы утешить его (на этом месте сейчас находится часовня Сен-Пьер-дю-Люксембур). Согласно завещанию, его похоронили 5 июля 1387 года на кладбище Св.Михаила для бедных Авиньона. Многотысячная толпа, пришедшая поклониться телу кардинала, уже тогда требовала причислить юношу к лику святых, вследствие чего в городе возникли беспорядки. 7 июля папа приказал письменно фиксировать чудеса, происходившие на могиле Петра Люксембургского. Согласно "Деяниям святых...", уже:
Лета Господня 1387, октября 5 дня чудес 1964, из них 13 исцелений безнадежных больных

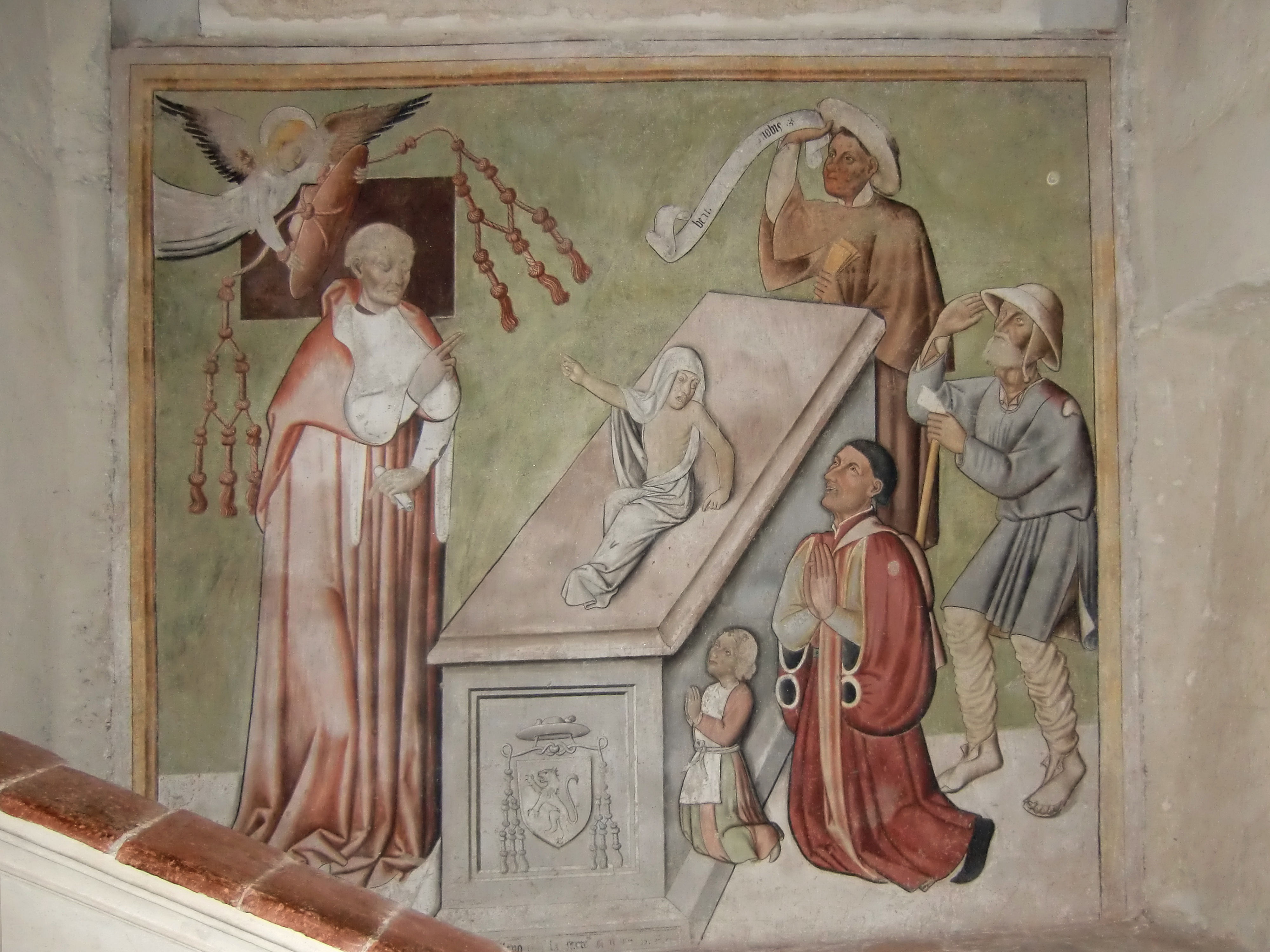
Неизвестный художник второй половины XV века. Чудо воскрешения, совершённое Блаженным Петром Люксембургским. Собор в Ивреа, Савойя. Пётр показан слева в кардинальском облачении. Любопытно, что в отличие от канонической версии, здесь он изображён в преклонном возрасте.

В 1389 году королева Сицилии Мария закладывает часовню над могилой Петра. Тогда же, в 1390 году, Климент VII начал канонизационный процесс. За это берутся виднейшие авторитеты: предложение вносит король Карл VI, поддержанный Жаном Беррийским, кафедральным капитулом собора Нотр-Дам-де-Пари и Парижским университетом. Свидетелями выступают самые знатные лица: брат Петра Андрей Люксембургский, Людовик Бурбонский, Ангерран де Куси. Вследствие небрежного отношения Климента VII ко всему этому делу и его первостепенный интерес к военным действиям, которые в это время велись около Рима с целью свержения Урбана VI, причисление к лику святых не состоялось. Процесс был прекращен в 1394 году сразу после смерти антипапы и более не возобновлялся. Дебаты по канонизации Петра проходили на Базельском соборе 1431-1449 годов, но положительного результата не дали, открыли только процесс беатификации (в 1432 году), который продолжался аж до 1527 года. Под давлением Франции папа Климент VII провёл беатификацию, и 9 апреля 1527 года Петр Люксембургский был объявлен блаженным. Причиной, по которой процесс канонизации не был доведён да конца, явилось то, что имя Петра чрезвычайно прочно увязалось с церковным расколом, хотя он всячески пытался его преодолеть, и то, что его покровитель Климент VII впоследствии был объявлен антипапой.

## Почитание и культ

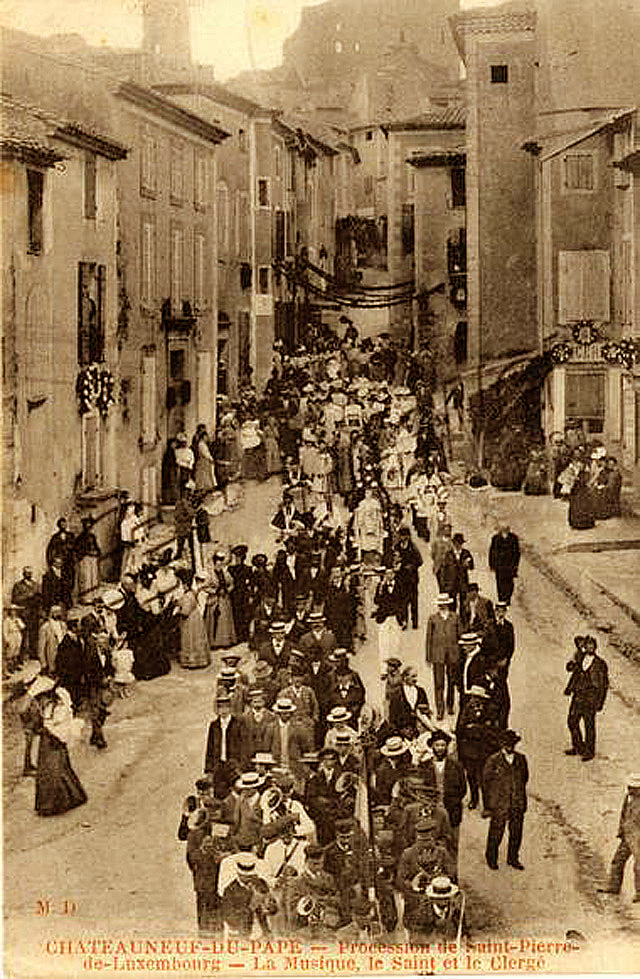
Праздник Пьера де Люксембурга в Шатонёф-дю-Пап

Несмотря на неудачу процесса канонизации, Петр Люксембургский снискал чрезвычайную популярность и любовь в Южной Франции, особенно в Провансе, а также в Лотарингии, Люксембурге, герцогстве Савойском. В 1395 году брат Петра Жан, граф де Бриенн и де Конверсано, заложил церковь Св.Целестина V (в 1401 году туда перенесли останки Петра из церкви Св.Михаила и Климента VII из Авиньонского собора). Эта церковь стала центром паломничества, позже был пристроен монастырь целестинцев. Монастырь целестинцев
был основан королем Карлом VI, в подражание парижскому, святыне, наиболее почитавшейся тогда среди высшей знати и месту, где обучался Петр. Герцоги Людовик Орлеанский, Жан Беррийский и Филипп Бургундский прибыли туда, чтобы от имени короля заложить первый камень. Пьер Сальмон рассказывает, как несколькими годами позже он уже слушал мессу в капелле, посвященной Петру Люксембургскому.
В Авиньоне в день погребения Петра (5 июля), который был нерабочим, проводились необычайно масштабные и пышные церемонии и уличное шествие. В 1432 году Петр Люксембургский был объявлен святым заступником Авиньона. Расцвет его культа пришёлся на XVII век. Решением вице-легата Авиньона от 3 июля 1600 празднование дня Пьера де Люксембурга было возведено в ранг торжеств, называемых заповедными (de précepte). В XIX веке во всём Провансе братства, занимающиеся обучением и воспитанием молодёжи, назывались "Братства Петра Люксембургского".
После беатификации день памяти переместился на 2 июля. Мощи блаженного, разрозненные в период революции, 1 января 1854 были помещены в церкви Святого Дезидерия (Сен-Дидье) в Авиньоне.
В Вильнёв-лез-Авиньоне находится музей Петра Люксембургского (musée Pierre-de-Luxembourg).

## Личность
Образ Петра Люксембургского предстает перед нами главным образом из свидетельств на процессе канонизации, созданный современниками, лично знающими его (напомним, что процесс начался всего лишь через 2 года после смерти кардинала). Внешне его описывают как очень высокого (стоит сказать, что в то время средний рост мужчины составлял около 160 см., поэтому для нашего времени это понятие относительно: 180 см. -- это уже подобная характеристика для XIV века) и очень худого (что неудивительно, беря во внимание постоянные посты). Петр вёл чрезвычайно аскетическую жизнь, постоянно пребывая в посте, молитве и осознании своей греховности, что он пытался исправить регулярной исповедью, епитимьей и помощью ближним. Фруассар, великий хронист и современник Петра, так писал о нём:
"Мягкий, учтивый и доброжелательный, <...> словно девица, телом, щедрый на подаяние. Большую часть дня и ночи проводил он в молитве. Во всей его жизни не было ничего, кроме смирения"
Далее даём слово Йохану Хёйзинге, известному знатоку Позднего Средневековья:
Петр Люксембургский — непомерно долговязый чахоточный юноша, который с детских лет не знает ничего, кроме серьезного и ревностного отношения к вере. Он корит своего младшего брата, когда тот смеется, — ибо написано, что Господь наш плакал, но нигде не сказано, что он когда-либо смеялся. {...}.Сначала знатное окружение пытается отговорить его от намерения отречься от мира. Когда он говорит о том, что хотел бы странствовать по свету и проповедовать, он слышит в ответ: Вы, мол, слишком высокого роста, каждый Вас тут же узнает. И Вам не вынести холода. Проповедовать крестовый поход — да как Вам это удастся? На какое-то мгновение кажется, будто нам приоткрываются глубинные основания этого скромного и непреклонного духа. "Je vois bien, — говорит Петр, — qu'on me veut faire venir de bonne voye a la malvaise: certes, certes, si je m'y mets, je feray tant que tout le monde parlera de moy" ["Вижу я, <...> хотят, чтобы свернул я с доброго пути на дурной: истинно, истинно, ежели приложу я усилия, то такое содею, что весь мир заговорит обо мне"]. Сударь, ответствует мессир Жан де Марш, его духовник, нет никого, кто желал бы, чтобы Вами содеяно было зло — только добро.
Нет никакого сомнения, что знатные родственники, когда аскетические склонности мальчика оказались неискоренимы, почувствовали в связи с этим изумление и гордость. Святой, такой юный, святой, который жил среди них и вышел из их среды! Это был тщедушный, болезненный юноша, несший бремя своего высокого духовного сана, окруженный безмерною роскошью и высокомерием, которыми отличалась жизнь при дворе герцогов Беррийского и Бургундского; сам же — неприглядный, покрытый грязью и паразитами, неизменно занятый своими мелкими, ничтожными прегрешениями. Сама исповедь превратилась для него в тягостную привычку. Каждый день он записывал свои грехи на листочке бумаги; если же, находясь в пути, он не мог этого сделать, то, вернувшись, часами просиживал за этим занятием. Можно было видеть, как по ночам он пишет или читает при свече свои маленькие листочки. Иной раз он встает среди ночи, чтобы исповедаться одному из своих капелланов. Бывало и так, что он тщетно стучался к ним: они прикидывались глухими. Когда же он все-таки находил себе слушателя, он зачитывал ему свои грехи, записанные на бумажках. Если прежде это случалось не более двух-трех раз в неделю, то в последнее время это происходило дважды в течение суток; исповедник уже не мог отойти от него. И когда он наконец испустил дух от чахотки, высказав желание, чтобы его похоронили, как бедняка, был обнаружен полный ларец записочек с нацарапанными на них, день за днем, грехами этой крохотной жизни.

## Образ в популярной культуре
Во французском историческом телесериале 2012 года «Инквизиция» роль Петра Люксембургского сыграл Бастьен Буйон.